# Myospalax
Myospalax is een geslacht van zoogdieren uit de familie Spalacidae. De wetenschappelijke naam van het geslacht werd in 1783 gepubliceerd door Erik Laxmann.

## Soorten
Er worden 5 soorten in dit geslacht geplaatst:
- Myospalax armandii
- Myospalax aspalax – Daurische molhamster
- Myospalax epsilanus
- Myospalax myospalax – Molhamster
- Myospalax psilurus – Chinese molhamster